# Tsjeboerasjka

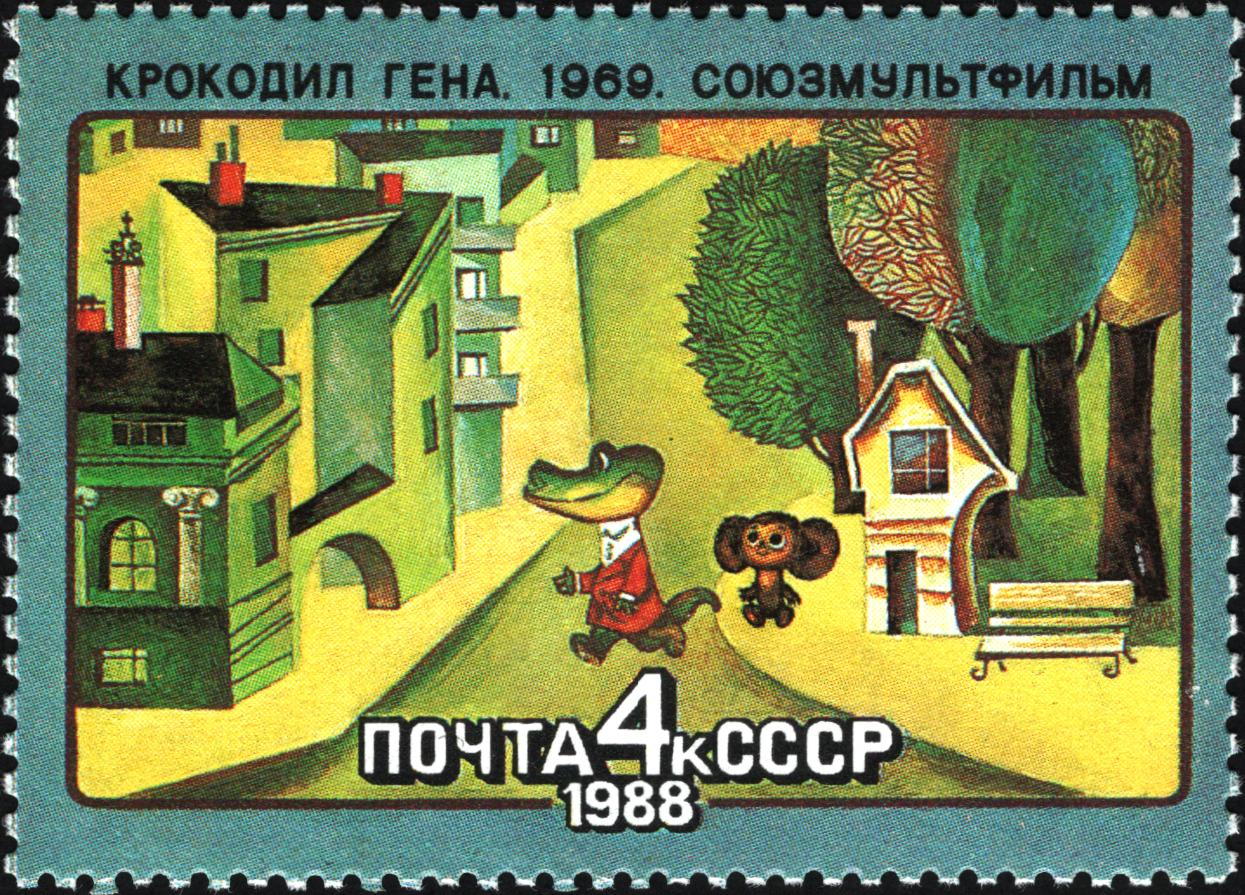
Tsjeboerasjka (rechts) en de krokodil Gena op een postzegel uit de Sovjet-Unie

Tsjeboerasjka (Russisch: Чебурашка) is een Russisch animatie-, kinderboeken- en  tekenfilmfiguur die oorspronkelijk in de Sovjet-Unie bedacht is door de kinderboekenschrijver Edoeard Oespenski (1937-2018). De naam Tsjeboerasjka is afgeleid van het Russische werkwoord чебурахнуться (tsjeboeragnoetsja), dat zo veel betekent als 'omvallen'. Dit 'aptoniem' of 'nomen est omen' is terug te leiden tot de eerste publieke verschijning van het figuurtje in een animatiefilm van Roman Katsjanov in 1969: als Tsjeboerasjka in het verhaal ontdekt wordt, blijft hij maar omvallen, omdat hij langere tijd in een sinaasappelkist verstopt heeft gezeten en daardoor waarschijnlijk last heeft van slapende ledematen. Tsjeboerasjka is ogenschijnlijk een klein mannelijk dier dat het meest weg heeft van een (knuffel)beer, met zeer grote oren, een vriendelijke uitdrukking en enigszins droevige grote ogen.